# Колледж (Аляска)
Колледж (англ. College) — статистически обособленная местность в составе боро Фэрбанкс-Норт-Стар, расположенная в штате Аляска. Населённый пункт примыкает к Фэрбанксу с северо-запада. Население города составляет 12 964 человека по переписи 2010 года.

## Население
| Год переписи | Население (человек) | Число домохозяйств | Число семей | Число жилищ | Из них обитаемых | Средний доход на человека | Медианный доход на семью |
| ------------ | ------------------- | ------------------ | ----------- | ----------- | ---------------- | ------------------------- | ------------------------ |
| 2000         | 11 402              | 4104               | 2640        | 4501        |                  |                           |                          |
| 2005-2009    | 14 148              | 4473               | 2894        | 4985        | 4473             | $30 706                   | $69 969                  |
| 2010         | 12 964              |                    |             | 5211        | 4820             | $23 381                   | $69 964                  |

Расовый состав Колледжа на 2010 год:
| Расы                                | Доля в населении |
| ----------------------------------- | ---------------- |
| Белые                               | 77,8 %           |
| Чёрные                              | 3,1 %            |
| Индейцы и коренное население Аляски | 8,9 %            |
| Азиаты                              | 3,2 %            |
| Полинезийцы                         | 0,1 %            |
| Латиноамериканцы любой расы         | 3,5 %            |
| Другие                              | 1,1 %            |
| Метисы                              | 5,7 %            |

## Образование
На границе Колледжа и Фэрбанкса расположен Аляскинский университет в Фэрбанксе, один из трёх университетов системы «Университет Аляски». Значительная часть населения Колледжа работает или учится в Университете.